# William Bagot (2e baron Bagot)
Pour les articles homonymes, voir William Bagot et Bagot.
William Bagot, 2e baron Bagot (11 septembre 1773 - 12 février 1856), est un pair britannique.

## Biographie
William Bagot est né à Londres. Il est le fils aîné de William Bagot (1er baron Bagot) et sa deuxième épouse, Elizabeth Louisa St John. Il fait ses études à la Westminster School et a été inscrit à la Christ Church, Oxford, le 10 novembre 1791. Il s'est marié deux fois; tout d'abord à l'hon. Emily Fitzroy, fille du lieutenant-général Charles FitzRoy (1er baron de Southampton), le 30 mai 1799, et en secondes noces (après la mort de sa première femme en 1800), à Lady Louisa Legge, fille de George Legge (3e comte de Dartmouth), le 17 février 1807. Il hérite des  titres de 7e baronnet Bagot de Blithfield et de 2e baron Bagot de Bagot's Bromley le 22 octobre 1798. Il a un enfant, Louisa Barbara, décédé en bas âge, de sa première femme et six enfants, Louisa Frances, Agnes, William (son successeur), Hervey Charles, Eleanor et Alfred Walter, de sa seconde épouse.
Il est nommé Fellow de la Society of Antiquaries, puis en 1834, il reçoit le titre honorifique de docteur en droit civil (DCL) de l'Université d'Oxford. En 1823, il écrit un livre intitulé "Monuments commémoratifs de la famille Bagot" détaillant la généalogie de la famille Bagot jusqu'à cette date.
Lord Bagot est décédé à la maison familiale à Blithfield Hall. William Bagot (3e baron Bagot), lui succède.